# Museu de Arte e História de Arapongas
O Museu de Arte e História de Arapongas (MAHRA) está localizado na cidade de Arapongas, norte do Estado do Paraná, no Brasil. Foi inaugurado em 22 de julho de 2015 pela prefeitura da cidade e pela secretaria de Cultura.
Instalado nas dependências da antiga estação ferroviária da cidade, o museu fica em um antigo prédio histórico que abrigou a administração municipal , entre 1955 e 2010. O acervo conta com obras de arte regional, através de fotos e documentos que revelam os dados da cidade, desde a sua fundação em 1947. Fazem parte também do acervo instrumentos que remontam a reconstrução temporal dos espaços público do município, como o cinema e a escola da região. Para os artistas locais e de outras regiões interessados em expor suas obras, o local também cede o espaço para exposições.
O museu fica aberto das 8h30 às 11h e das 13h às 17h.